# Terra Nova (rasă canină)
O rasă canină originară din Terra Nova (Canada), de unde provine și numele. 
Aspectul este impunător datorită masivității și a părului lung, lucios, des și negru. Înălțimea la greabăn este cuprinsă între 68 și 75 cm.
Capul este masiv, urechile mici, triunghiulare, purtate în jos, stop foarte pronunțat, pus în evidență și de părul bogat de pe cap, botul de lungime potrivită, puternic, cu buze bine închise. Ochii plasați spre față, întotdeauna de culoare închisă, sunt rotunzi, bine închiși, cu o privire inteligentă și binevoitoare.
Trunchiul este masiv, cu spatele lat, orizontal, pieptul bine dezvoltat, gât puternic, dar scurt, iar coada foarte stufoasă, prinsă sus, lată și puternică, este purtată totdeauna în jos.
Câinele are un caracter temperat, cu agresivitate redusă și este un bun tovarăș de joacă și apărător al copiilor. Este un bun înotător.
Culoarea este de regulă neagră antracit, dar se admit și nuanțe maronii.
Landseer-ul, având aceeași origine și conformație, chiar mai viguroasă, colorat alb-negru, este considerat rasă aparte.